# تيكال (وحدة قياس)
التيكال هي وحدة قياس للكتلة استخدمت تاريخيًا في جنوب شرق آسيا البري، وخاصة في الدول السابقة في ميانمار، حيث تُعرف باسم كيات (كياتا) في كمبوديا وبات تايلاند، شكلت أساس العملات الحديثة كيات ميانمار والبات التايلاندي، بالإضافة إلى التيكال الكمبودي التاريخي، الذي استعمال في الأصل على أنه وزن الوحدة من الفضة. لا يزال التيكال قيد الاستخدام على نطاق واسع في ميانمار، حيث يعادل تقريبًا 16.33 غرامًا (0.576 أونصة)، وفي تجارة الذهب في تايلاند، حيث يحسب على أنه 15.244 غرامًا (0.5377 أونصة) للسبائك و15.16 جرامًا (0.535 أونصة) للمجوهرات. كما يعرف البات في تايلاند على أنه 15 جرامًا (0.5291 أونصة) بالضبط.
ربما نشأت وحدة التيكال من أصول متعددة. في بورما، من المحتمل أن تكون معادلة لوحدة دينكل التي يستعملها شعب المون، والتي ورد ذكرها في العديد من النقوش التي تعود للقرن الثالث عشر من شمال تايلاند وربما نشأت في الهند، بينما في إمبراطورية الخمير، ربما تم اشتقت من وحدة جزئية تعادل ربع التايل (المعروف في الخمير باسم داملينج وفي التايلاندية تاملوينج)، والذي استعمل من خلال التجارة المكثفة في المنطقة مع الصين. تبنى التايلانديون وحدات الخمير عندما حلت مملكة أيوثايا محل إمبراطورية الخمير في القرن الخامس عشر، ومع سيطرة أيوثايا على الساحل الشرقي لبحر أندامان وتطوير التجارة عبر شبه الجزيرة، ربما أصبحت الوحدات، بنفس الحجم تقريبًا، حيث عدها التجار متساوية، بما في ذلك البرتغاليون، الذين روجوا لاعتراف الغربيين بها بتسميتها وحدة التيكال.